# Cele 36 de situații dramatice
Cele 36 de situații dramatice reprezintă o listă descriptivă, propusă pentru prima oară de Georges Polti⁠(d), în cartea sa 36 situations dramatiques, publicată în 1895, pentru a clasifica fiecare situație dramatică care ar putea defini o narațiune sau, mai general, o operă literară. Polti a analizat texte din Grecia Antică, plus alte lucrări din Antichitate și Franța contemporană. El a analizat și scriitori non-francezi. În introducerea sa, Polti continuă munca lui Carlo Gozzi, care a identificat și el 36 de situații.

## Istoria publicării
"Gozzi a reiterat că pot exista doar 36 de situații tragice. Schiller s-a chinuit să găsească mai multe, dar nu a reușit nici măcar să găsească atât de multe ca și Gozzi." 
Lista a fost publicată în cartea omonimă, care conține explicații și exemple extinse. Cartea în limba franceză, cea originală (36 situations dramatiques), a fost publicată în 1895. Traducerea în engleză a fost realizată în 1916 și continuă să fie retipărită.
Lista a fost popularizată ca un ajutor pentru scriitori, dar este folosită și de dramaturgi, povestitori și alții. Alte liste asemănătoare au apărut între timp.
I-a influențat pe Christina Stead și George Pierce Baker, scriitorii cărții Dramatic Technique. Cele 36 de situații au fost criticate ca fiind "unele în legătură cu celelalte, mai degrabă decât laitmotive minimale sau independente".

## Cele 36 de situații
Fiecare situație este denumită și este urmată de elementele necesare exemplificării situației.
1. Alesul
  - un persecutor; alesul; puterea, a cărei decizie este pusă la îndoială.
  - Alesul roagă puterea să-l elibereze de persecutor. Puterea poate fi persecutorul sau doar un atribut al persecutorului, Alesul poate fi la plural, Persecutatul și Mediatorul, un exemplu fiind Estera venind la rege în numele Evreilor pentru a-i elibera.
2. Cruțarea
  - pricăjitul; amenințarea; salvatorul
  - Pricăjitul a cauzat un conflict, iar amenințarea îl va judeca, dar salvatorul îl va scăpa pe pricăjit. Exemplu: Ifigenia în Taurida, Eliberarea; Superman (film din 1941)⁠(d)
3. Crima din răzbunare
  - un criminal; un răzbunător
  - Criminalul comite fărădelegea și nu își primește pedeapsa, deci răzbunătorul își va face singur dreptatea. Exemplu: Contele de Monte-Cristo
4. Răzbunarea pe semeni
  - Vinovatul; Răzbunătorul; Victima, primii doi aliată cu victima
  - Două entități, Vinovatul și Răzbunătorul, sunt puși în conflict din cauza victimei, aliată amândurora. Exemplu: Hamlet
5. Urmărirea
  - pedeapsa; un fugar
  - Refugiatul fuge de judecată din cauza unei neînțelegeri. Exemplu: Mizerabilii, Evadatul
6. Dezastrul
  - puterea înfrântă; un inamic victorios sau un mesager
  - Puterea pozitivă este înfrântă de inamicul victorios sau este informată despre acest lucru de un mesager. Exemplu: Agamemnon (piesă)
7. Pradă cruzimii/ghinionului
  - un ghinionist sau o nenorocire
  - Ghinionistul suferă de o nenorocire cauzată de personajul negativ. Exemplu: Iov (personaj biblic)
8. Revolta
  - un tiran; un conspirator
  - Tiranul, o putere crudă, urmează să fie ucis de conspirator. Exemplu: Iulius Cezar (piesă)
9. Întreprindere curajoasă
  - un lider curajos; un obiect, un adversar
  - Curajosul lider ia obiectul de la adversar și îl învinge cu ajutorul acestuia. Exemplu: În Căutarea Sfântului Graal; Stăpânul Inelelor; Indiana Jones și căutătorii arcei pierdute
10. Răpirea
  - răpitor; răpitul; tutore
  - Răpitorul fură răpitul de la tutore. Exemplu: Elena din Troia
11. Enigma
  - o problemă; un interogator; un căutător
  - Interogatorul ridică o problemă căutătorului și îi oferă abilitatea de a ajunge la scop mai rapid. Exemplu: Oedip și Sfinxul; The Batman (film)
12. Obținerea
  - (un solicitant & un adversar care refuză) sau (un arbitru & personajele opozante)
  - Solicitantul este în discuții cu adversarul care refuză să îi ofere solicitantului un obiect ce se află în posesia adversarului, sau un arbitru care decide să ia obiectul dorit de personajele opozante (solicitantul sau adversarul). Exemplu: Mărul Discordiei
13. Dușmanul comun
  - un personaj negativ urât de mai mulți
  - Două personaje complotează împreună împotriva unui dușman comun. Exemplu: Cum vă place
14. Rivalitatea
  - Personajul preferat; Personajul respins; Obiectul rivalității
  - Obiectul rivalității îl alege pe Preferat în locul Respinsului. Exemplu: La răscruce de vânturi
15. Adulter criminal
  - Două personaje adultere; un Soț Trădat
  - Cele două personaje adultere complotează să-l omoare pe Soțul Trădat. Exemplu: Clitemnestra, Egist, Asigurare de moarte
16. Dementul
  - Dementul; Victima
  - Dementul înnebunește și îi greșește Victimei. Exemplu: Strălucirea (roman)
17. Imprudență fatală
  - Imprudentul; o Victimă sau un Obiect Pierdut
  - Imprudentul, prin neglijență sau ignoranță, pierde Obiectul sau îi greșește Victimei. Exemplu: Kris Kelvin și soția lui în Solaris
18. Crime involuntare din iubire
  - un Iubit; o Iubită; un Dezvăluitor
  - Cei doi Iubiți deschid un subiect tabu prin relația lor romantică, iar Dezvăluitorul le spune asta.  Exemplu: Oedip, Iocasta și mesagerul din Corint.
19. Criminalul
  - Criminalul; o Victimă Nerecunoscută
  - Criminalul ucide Victima Nerecunoscută. Exemplu: Oedip și Laios
20. Auto-sacrificiul pentru un ideal
  - un Erou; un Ideal; Creditorul; sau o Persoană/un Obiect sacrificat
  - Eroul sacrifică Persoana sau Obiectul pentru un Ideal, care este apoi luat de Creditor. Exemplu: Scripturile
21. Auto-sacrificiul pentru un semene
  - un Erou; un Ideal; Creditorul; sau o Persoană/un Obiect sacrificat
  - Eroul sacrifică Persoana sau Obiectul pentru un Semene, care este apoi luat de Creditor. Exemplu: Scripturile
22. Sacrificiul din pasiune
  - Iubitul; un Obiect sau o Pasiune Fatală; o Persoană/un Lucru sacrificat
  - Eroul sacrifică Persoana sau Obiectul din Pasiune, care este apoi pierdut pe veci. Exemplu: Breaking Bad
23. Necesitatea sacrificării celor dragi
  - Eroul; Victima dragă; Necesitatea sacrificiului
  - Eroul îi greșește Victimei din cauza Necesității Sacrificiului. Exemplu: Testul lui Isac
24. Rivalitatea superior vs. inferior
  - un Rival Superior; un Rival Inferior; Obiectul Rivalității
  - Un Rival Inferior îl provoacă la duel pe Rivalul Superior și câștigă Obiectul Rivalității. Exemplu: Godzilla vs. Kong
25. Adulter
  - Doi adulteri; un Soț trădat
  - Cei doi adulteri complotează să-l omoare pe Soțul Trădat. Exemplu: Frații (film)
26. Crima iubirii
  - Iubit; Iubită
  - Iubitul și Iubita deschid un subiect tabu prin începerea unei relații romantice. Exemplu: Sigmund și surorile lui în Walkiria
27. Lipsa de onoare a celui drag
  - Cel care descoperă; Vinovatul
  - Cel care descoperă află de faptele Vinovatului.
28. Obstacole în iubire
  - Doi Iubiți; un Obstacol
  - Doi Iubiți dau peste un Obstacol. Exemplu: Romeo și Julieta
29. Un inamic iubit
  - Un Iubit; Inamicul iubit; Negativul
  - Iubitul și Negativul au atitudini diferite cu Inamicul Iubit.
30. Ambiția
  - Ambițiosul; un Obiect râvnit; un Adversar
  - Ambițiosul râvnește la Obiect și are un Adversar. Exemplu: Macbeth
31. Conflictul cu un Zeu
  - Muritorul; Nemuritorul
  - Muritorul și Nemuritorul intră în Conflict. Exemplu: Iacob în luptă cu îngerul
32. Gelozia eronată
  - Gelosul; Obiectul Geloziei; Complicele; o Cauză sau Autorul Greșelii
  - Gelosul cade victimă Obiectului Geloziei sau Autorului Greșelii și intră în conflict cu Complicele.
33. Judecată eronată
  - Cel Nepotrivit; Victima Nepotrivirii; Cauza; Vinovatul propriu-zis
  - Nepotrivitul cade victimă Cauzei și o judecă eronat pe Victimă în loc să-l acuze pe cel Vinovat propriu-zis.
34. Remușcare
  - Vinovatul; Victima sau Păcatul; un Interogator
  - Vinovatul greșește Victimei sau comite Păcatul și intră în conflict cu Interogatorul, care încearcă să înțeleagă situația. Exemplu: Cu ușile închise; Supremația lui Bourne
35. Recuperarea celui pierdut
  - un Căutător; Cel Găsit
  - Căutătorul și cel Găsit. Exemplu: O căsnicie foarte lungă, În căutarea lui Nemo
36. Jelirea celor dragi
  - Cel Ucis; Spectatorul; Călăul
  - Asasinarea celui Ucis de către Călău este observată de Spectator. Exemplu: Inimă neînfricată, Gladiatorul